# Дворци
Дворци (на македонска литературна норма: Дворци; на албански: Dvorca) е село в община Пласница, в западната част на Северна Македония.

## География
Селото е разположено в областта Долно Кичево на десния бряг на река Треска (Голема) в североизточното подножие на Баба Сач.

## История
В XIX век Дворци е българско село в Кичевска каза на Османската империя. В „Етнография на вилаетите Адрианопол, Монастир и Салоника“, издадена в Константинопол в 1878 година и отразяваща статистиката на населението от 1873 Дворци (Dvortzi) е посочено като село с 14 домакинства с 68 жители българи.
Църквата „Свети Никола“ е от 1873 година, „Света Неделя“ – от 1893 година.
Според статистиката на Васил Кънчов („Македония. Етнография и статистика“) към 1900 година в Дворци живеят 175 българи-християни и 420 българи мохамедани.
На Етнографската карта на Битолския вилает на Картографския институт в София от 1901 година Дворци е чисто българско село в Кичевската каза на Битолския санджак с 30 къщи.
Цялото християнско население на селото е под върховенството на Българската екзархия. По данни на секретаря на екзархията Димитър Мишев („La Macédoine et sa Population Chrétienne“) в 1905 година в Дворци има 136 българи екзархисти.
Статистика, изготвена от кичевския училищен инспектор Кръстю Димчев през лятото на 1909 година, дава следните данни за Дворци:
| Домакинства | Гурбетчии | Грамотни | Грамотни | Грамотни | Неграмотни | Неграмотни | Неграмотни |
| Домакинства | Гурбетчии | мъже     | жени     | общо     | мъже       | жени       | общо       |
| ----------- | --------- | -------- | -------- | -------- | ---------- | ---------- | ---------- |
| 21          | 32        | 10       | 0        | 10       | 55         | 84         | 139        |

При избухването на Балканската война в 1912 година един човек от Дворци е доброволец в Македоно-одринското опълчение. След Междусъюзническата война в 1913 година селото остава в Сърбия.
На етническата си карта на Северозападна Македония в 1929 година Афанасий Селишчев отбелязва Дворци като българско село.
В 1934 година е изградена църквата „Свети Илия“ и е осветена от патриарх Варнава Сръбски.
По време на българското управление във Вардарска Македония в годините на Втората световна война, Трени М. Стефанов е български кмет на Дворци и Челопеци от 17 септември 1941 година до 27 ноември 1943 година. След това кмет е Тодор Дим. Цветков от Г. Пещене (26 януари 1944 - 19 май 1944).
Според преброяването от 2002 година селото има 25 жители северномакедонци.

## Личности
Родени в Дворци
- Йованче Спасенов, български революционер от ВМОРО, четник на Петър Георгиев[11]